# 國民政府軍事委員會政治部舊址
國民政府軍事委員會政治部舊址（張治中舊居）位於重慶市沙坪壩區土主街道三聖宮村，文物年代為1938～1945年。2009年12月15日列為第二批重慶市文物保護單位。2013年3月5日公佈為第七批全國重點文物保護單位。